# ديفيد ورث كلارك
ديفيد ورث كلارك (بالإنجليزية: David Worth Clark) هو محامي وسياسي أمريكي، ولد في 2 أبريل 1902 في الولايات المتحدة، وتوفي بنفس المكان في 19 يونيو 1955 بسبب نوبة قلبية. حزبياً، نشط في الحزب الديمقراطي. انتخب عضو مجلس النواب الأمريكي وانتخب عضو مجلس الشيوخ الأمريكي.